# Anișoara Hutopilă
Anișoara Hutopilă (* 1995) ist eine rumänische Naturbahnrodlerin. Sie startete in der Saison 2011/2012 erstmals im Weltcup und wurde 2012 rumänische Meisterin im Einsitzer.

## Karriere
Hutopilă nahm im Winter 2011/2012 erstmals an internationalen Wettkämpfen teil. Sie fuhr ihr erstes und in der Saison 2011/2012 einziges Weltcuprennen am 29. Januar in Deutschnofen, kam mit großem Rückstand aber nur auf den 17. und letzten Platz. Eine Woche später nahm sie an der Juniorenweltmeisterschaft 2012 in Latsch teil, bei der sie als 18. den vorletzten Platz belegte. Am Ende der Saison wurde sie Rumänische Meisterin im Einsitzer.

## Erfolge

### Juniorenweltmeisterschaften
- Latsch 2012: 18. Einsitzer

### Weltcup
- 1 Platzierung unter den besten 20

### Rumänische Meisterschaften
- Rumänische Meisterin im Einsitzer 2012